# Амыдеря
Амыдеря (туркм. Amyderýa) — посёлок городского типа в Довлетлийском этрапе Лебапского велаята, Туркменистан. В посёлке расположена железнодорожная станция Амударья (на линии Карши — Керкичи).
Статус посёлка городского типа с 1957 года. До 1962 года носил название Самсоново, в 1962—1993 — Аму-Дарья.
Входил в состав этрапа Бейик Туркменбаши, однако после ликвидации этапа 25 ноября 2017 года решением Парламента Туркменистана посёлок включён в состав Довлетлийского этрапа.

## Население
| 1959 | 1970 | 1979 | 1989 |
| ---- | ---- | ---- | ---- |
| 3837 | 5267 | 6376 | 5018 |